# L-グロノラクトンオキシダーゼ
L-グロノラクトンオキシダーゼ（L-gulonolactone oxidase, GLO）は、次の化学反応を触媒する酸化還元酵素である。
(1) アスコルビン酸 {\displaystyle \rightleftharpoons } L-キシロ-ヘキスロノラクトン
(2) L-グロノ-1,4-ラクトン + O2 {\displaystyle \rightleftharpoons } L-キシロ-ヘキスロノラクトン + H2O2
反応式の通り、この酵素には2種の化学反応を触媒する。(1)では基質がアスコルビン酸で生成物がL-キシロ-ヘキスロノラクトン。(2)では基質がL-グロノ-1,4-ラクトン（グルクロノラクトン）と酸素で、生成物はL-キシロ-ヘキスロノラクトンと過酸化水素である。補因子としてFADを用いる。
組織名はL-gulono-1,4-lactone:oxygen 3-oxidoreductaseで、別名にL-gulono-γ-lactone: O2 oxidoreductase, L-gulono-γ-lactone oxidase, L-gulono-γ-lactone:oxidoreductaseがある。

## 不活化
L-グロノラクトンオキシダーゼ遺伝子の活性は、いくつかの種の進化史のなかでそれぞれ独立に失われている。哺乳類ではテンジクネズミや直鼻猿亜目の霊長類がこの遺伝子の活性を失っており、そのためにビタミンCを合成できないが、その原因となった突然変異は別のものである。どちらも系統でも、活性を失った遺伝子は多数の変異を蓄積しつつ、偽遺伝子として残っている。スズメ目の鳥類では、活性の喪失が何度か起こっており、またおそらくは再獲得も起こったために、種によってビタミンC合成能力が異なる。他に、コウモリ類もこの遺伝子の活性を失っている。
霊長目でこの酵素の活性が失われたのは約6300万年前であり、直鼻猿亜目（酵素活性なし）と曲鼻猿亜目（酵素活性あり）の分岐が起こったのとほぼ同時である。ビタミンC合成能力を失った直鼻猿亜目にはメガネザル下目や真猿下目（サル、類人猿、ヒト）を含んでいる。ビタミンC合成能力を有する曲鼻猿亜目には、キツネザルなどが含まれる。